# OMOTENASHI

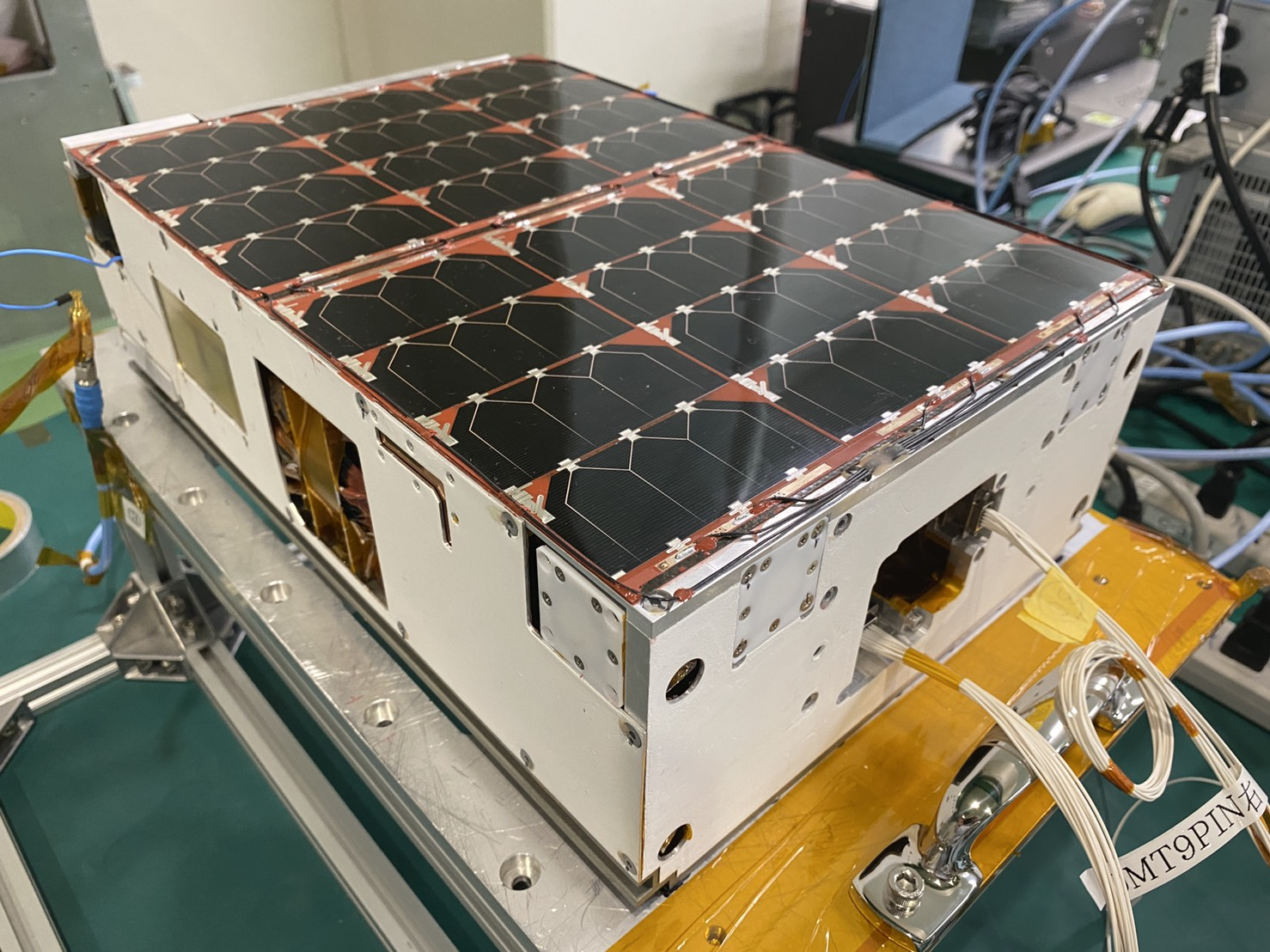
OMOTENASHI, un módulo lunar en formato CubeSat

OMOTENASHI (Outstanding MOon exploration TEchnologies demonstrated by NAno Semi-Hard Impactor) es una misión de bajo precio proyectada por la NASA, para desarrollar un satélite tipo CubeSat, cuyo objetivo será demostrar que la tecnología barata también puede aterrizar y explorar la superficie lunar, también realizará mediciones de radiación del entorno cercano a la Luna, así como en su superficie. Omotenashi (お持て成し) es una palabra japonesa que significa "bienvenida" u "hospitalidad".
En principio se transportará como carga secundaria en el primer vuelo de la misión Exploration Mission 1 a una órbita heliocéntrica, que tiene programado su lanzamiento en 2019.